# علی علیزاده (سیاستمدار)
علی علیزاده سیاستمدار انقلابی ایرانی است که به عنوان نماینده مراغه و عجب‌شیر از استان آذربایجان شرقی در یازدهمین دوره مجلس شورای اسلامی انتخاب گردید. او عضو هیئت رئیسه کمیسیون امنیت ملی و سیاست خارجی مجلس بود.
از جمله سوابق علیزاده، مشاور معاون استاندار تهران و فرماندار ویژه کرج می‌باشد. وی به مدت 7 سال به عنوان نیروی قراردادی وزارت اطلاعات مشغول بکار بوده است. مراغه و عجب شیر با جمعیت ۳۴۰ هزار نفر، با ۲۵۳ هزار واجد شرایط رای دادن، یک کرسی نمایندگی در مجلس دارد که علی علیزاده که در فهرست ائتلاف نیروهای انقلاب قرار داشت در نهایت به عنوان نماینده این شهر انتخاب گردید.
وی در یازدهمین انتخابات مجلس شورای اسلامی که در تاریخ ۲ اسفند ۱۳۹۸ برگزار شد، با کسب ۴۴ هزار و ۶۹۱ رای از مجموع ۱۲۰ هزار و ۷۵۰ رای، از حوزه انتخابیه مراغه و عجب‌شیر انتخاب شد و به مجلس راه یافت. وی جزو نمایندگانی است که نسبت به مصوبات مجلس موضع گیری و در اکثر رأی گیری ها شرکت می کند و عملکرد قابل قبولی به عنوان عضو کمیسیون امنیت ملی داشته است. 